# ルトガー・ハウアー&シルビア・クリステルの ミステリーズ
『ルトガー・ハウアー&シルビア・クリステルの ミステリーズ』（原題：Mysteries）は、1978年に公開されたオランダ映画。DVD題は『不倫と欲望の果て』。

## キャスト
- ルトガー・ハウアー
- シルビア・クリステル
- デヴィッド・ラパポート
- アンドレア・フェレオル
- リタ・トゥシンハム